# Urdiain
Urdiain (spanisch Urdiáin) ist eine Gemeinde (Municipio) in Navarra in Spanien mit 642 Einwohnern (Stand: 2024).

## Geografie
Urdiain liegt etwa 50 Kilometer westnordwestlich von Pamplona (Iruña) in einer Höhe von ca. 550 m in der baskischsprachigen Zone Navarras. Die Autovía A-10 durchquert die Gemeinde. 

## Bevölkerungsentwicklung
| Jahr        | 1900 | 1950 | 1970 | 1981 | 1991 | 2001 | 2011 | 2021 |
| ----------- | ---- | ---- | ---- | ---- | ---- | ---- | ---- | ---- |
| Einwohner   | 682  | 738  | 701  | 778  | 690  | 627  | 714  | 664  |
| Quelle: INE |      |      |      |      |      |      |      |      |

## Sehenswürdigkeiten

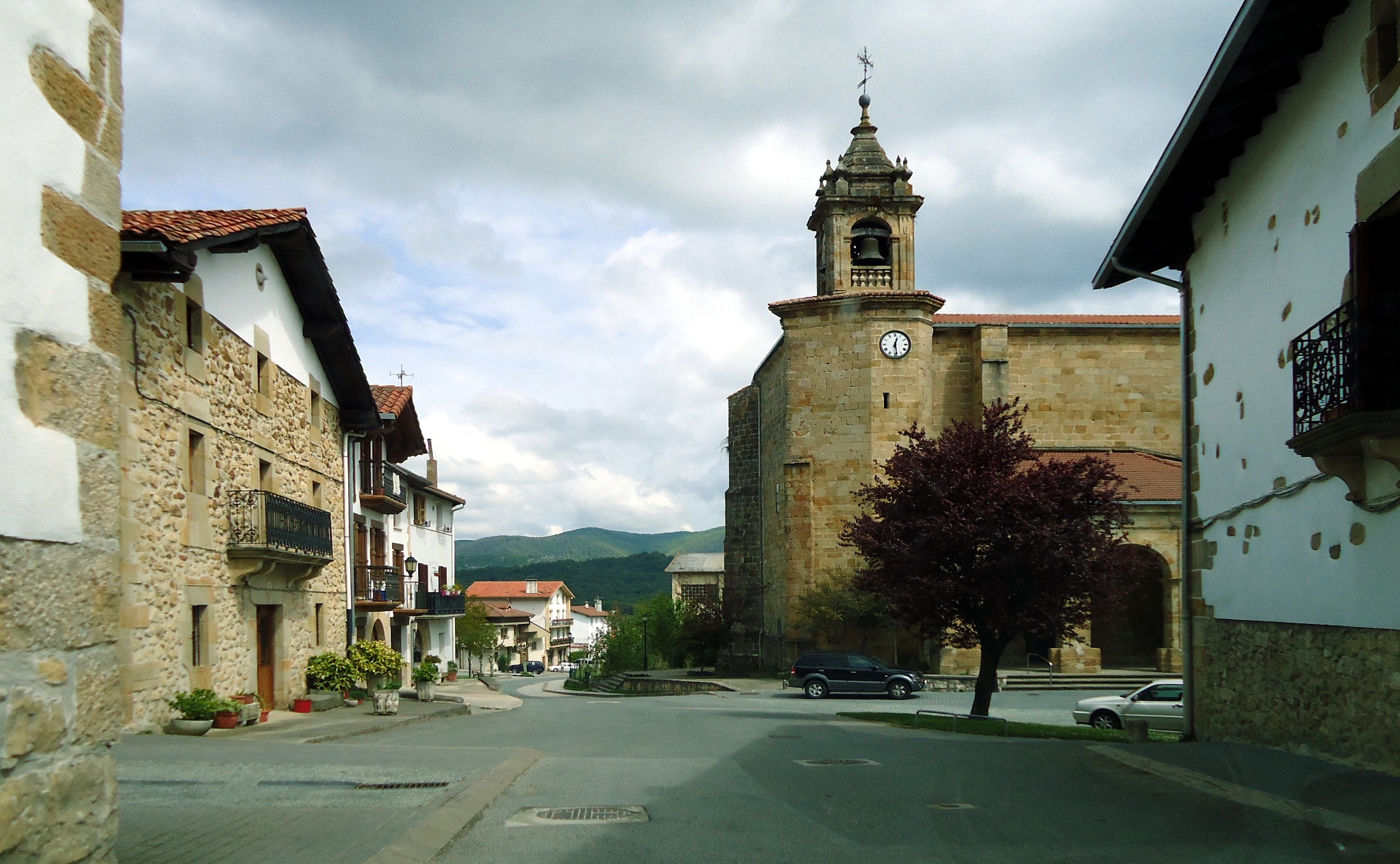
Dreifaltigkeitskirche
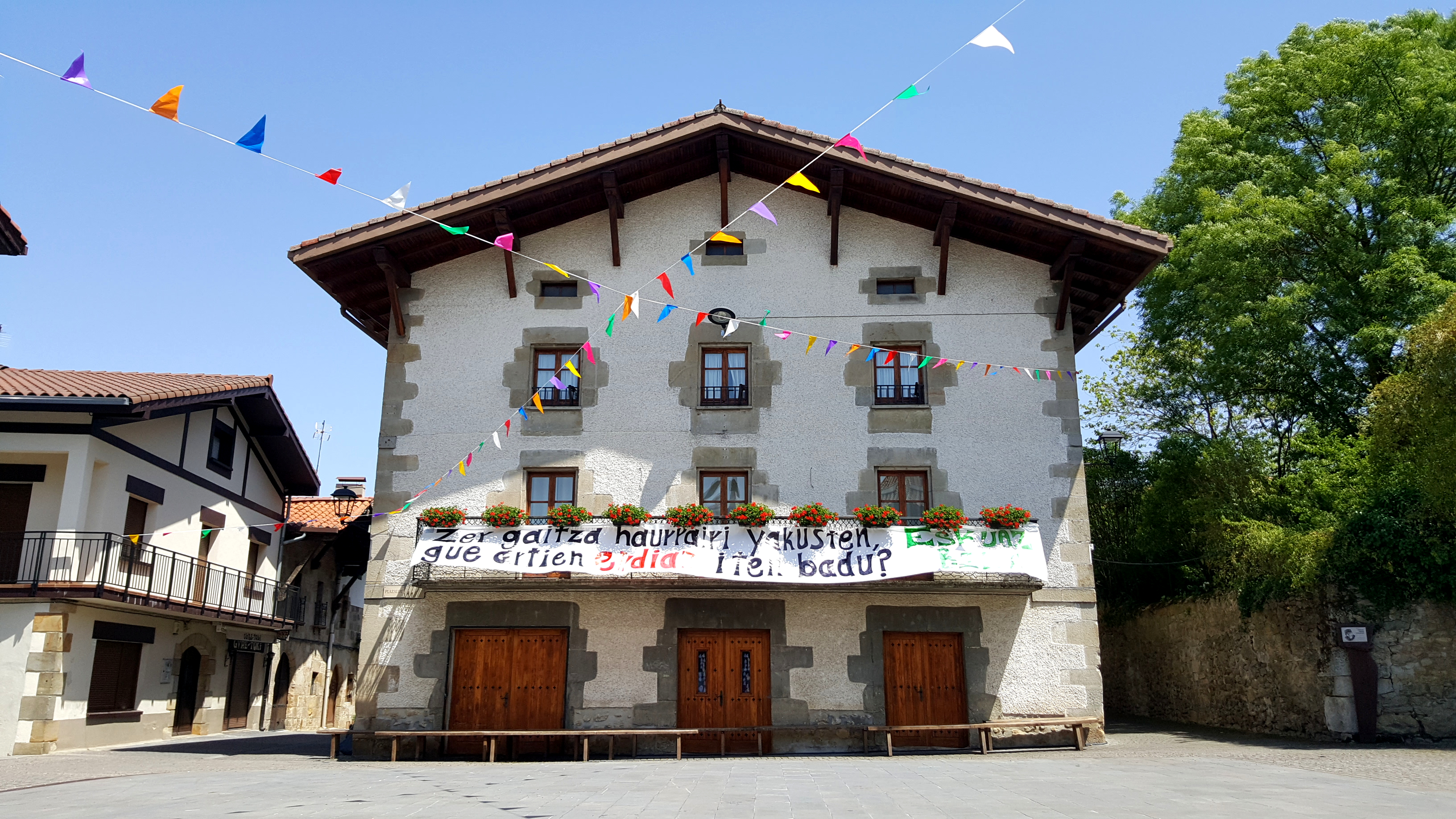
Rathaus

- Dreifaltigkeitskirche
- Rathaus

## Persönlichkeiten
- Igor Flores (* 1973), Radrennfahrer
- Iker Flores (* 1976), Radrennfahrer